# Wappen der Provinz Girona

Wappen der Provinz Girona vom 21. Februar 2001

Das Wappen der Provinz Girona wurde von der Abgeordnetenversammlung der Provinz am 21. Februar 2001 angenommen und am 8. März 2001 im Diari Oficial de la Generalitat de Catalunya veröffentlicht. Am 1. August 2001 wurde, ebenfalls im Diari Oficial, ein Irrtum im Wortlaut bezüglich der Randgestaltung des Wappens korrigiert.

## Beschreibung
Der rautenförmige Schild trägt auf goldenem Grund vier rote Pfähle. Darüber liegt ein ebenfalls rautenförmiger Herzschild mit silbern-rotem Wellenfeh. Der Schildrand ist von Gold und Rot schräg geviert. Über dem Schild schwebt eine goldene, schwarz vermauerte Mauerkrone mit 16 Rechtecktürmen, von denen neun sichtbar sind. Diese besitzen schwarze Fenster- und Toröffnungen.

## Historische Herkunft der Wappenbestandteile
Der Schild mit den vier roten Pfählen erscheint erstmals auf einem Siegel aus Wachs an einem Dokument, das Raimund Berengar IV., Graf von Barcelona am 2. September 1150 ausstellte. Die Legende, wonach Kaiser Karl der Kahle dem ersten erblichen Grafen von Barcelona, Wilfried dem Haarigen, den Wappenschild 897 an dessen Sterbebett aufgrund seiner Tapferkeit in der Schlacht verliehen haben soll, wurde 1551 vom Historiker Pere Antoni Beuter erdacht. Der Herzschild geht auf das Stadtsiegel von Girona von 1289 zurück. Es gehört zu den sechs ältesten nachgewiesenen Stadtsiegeln Kataloniens und zeigt bereits den Wellenfeh. Er soll an die vier Flüsse erinnern, die durch Girona fließen, nämlich Galligans, Güell, Onyar und Ter. Die Mauerkrone mit den 16 Türmen zeigt, dass es sich um das Wappen einer Provinz handelt, Mauerkronen niedrigerer Verwaltungseinheiten haben zwölf, acht oder nur vier Türme.